# 哈特比尤特 (蒙大拿州)
哈特比尤特（英語：Heart Butte）是位於美國蒙大拿州龐多雷縣的普查規定居民點。

## 歷史
哈特比尤特的郵局自1915年營運至今。

## 人口
根據2020年美國人口普查的數據，哈特比尤特的面積為11.86平方千米，當中陸地面積為11.82平方千米，而水域面積為0.04平方千米。當地共有人口621人，而人口密度為每平方千米52.36人。